# 1879 na literatura

## Eventos
- Fiódor Dostoiévski publica seu último romance, o monumental Os Irmãos Karamazov

## Nascimentos
| Data            | Nome                    | Profissão                                            | Nacionalidade  | Observações | Ref |
| --------------- | ----------------------- | ---------------------------------------------------- | -------------- | ----------- | --- |
| 1 de Janeiro    | Edward Morgan Forster   | escritor                                             | Inglaterra     | m. 1970     |     |
| 17 de Fevereiro | Dorothy Canfield Fisher | escritora                                            | Estados Unidos | m. 1958     |     |
| 14 de Abril     | James Branch Cabell     | escritor                                             | Estados Unidos | m. 1958     |     |
| 15 de Junho     | Henry Wallon            | escritor, pedagogo, psicólogo e pesquisador          | França         | m. 1962     |     |
| 22 de agosto    | Carlos Amaro            | poeta, dramaturgo, jornalista e político republicano | Portugal       | m. 1946     |     |
| 25 de Dezembro  | Afonso Pena Júnior      | advogado, professor, político e ensaísta             | Brasil         | m. 1968     |     |
| 29 de dezembro  | Clodomir Cardoso        | jurista, escritor, jornalista e político             | Brasil         | m. 1953     |     |

## Mortes
| Data          | Nome         | Profissão          | Nacionalidade  | Observações | Ref |
| ------------- | ------------ | ------------------ | -------------- | ----------- | --- |
| 31 de Outubro | Jacob Abbott | clérigo e escritor | Estados Unidos | n. 1803     |     |